# Xanthorhoe aestiva
Xanthorhoe aestiva är en fjärilsart som beskrevs av Fuchs 1884. Xanthorhoe aestiva ingår i släktet Xanthorhoe och familjen mätare. Inga underarter finns listade i Catalogue of Life.